# Daniel Jadue
Óscar Daniel Jadue Jadue (Santiago, 28 de junio de 1967) es un arquitecto, sociólogo y político chileno de ascendencia palestina.
Militante del Partido Comunista de Chile (PCCh), entre 2012 y 2024, se desempeñó como alcalde de la comuna santiaguina de Recoleta.
Ha cobrado cierta notoriedad internacional por su apoyo a la causa palestina, además de recibir apoyo de figuras como el artista Roger Waters o Noam Chomsky. En línea con sus relaciones exteriores, Jadue ha apoyado abiertamente a Nicolás Maduro y ha criticado al Estado de Israel. Esto último ha generado molestias en la comunidad judía chilena o en organizaciones como el Centro Simon Wiesenthal.

## Biografía
Es nieto de inmigrantes palestinos llegados a Chile durante la primera mitad del siglo XX, quienes se instalaron en una casona antigua ubicada en Santos Dumont con Caliche de Recoleta. Es hijo de Juan Fariz Jadue Jadue y de Magaly del Carmen Jadue Jadue, primos lejanos y pequeños comerciantes. Su madre ha vivido desde siempre en Recoleta, en el sector de la Vega Central.
Nació, pasó toda su infancia, y ha vivido, estudiado y trabajado gran parte de su vida en Recoleta. Tiene una hija llamada Nur Jadue Saud. Su madre es prima de la madre del exdirigente deportivo chileno Sergio Jadue.

### Educación
Sus estudios básicos y secundarios los realizó en el colegio particular Liceo Alemán de Santiago, de la Congregación del Verbo Divino, una institución católica de padres alemanes y neerlandeses.[cita requerida] A los 11 años comenzó a militar en la Unión General de Estudiantes Palestinos, y después en el Frente Popular para la Liberación de Palestina, aunque abandonó esta organización tras la firma de los Acuerdos de Oslo. 

Entendí que había un punto de inflexión que cambiaba todas las condiciones y que por lo tanto, ya no podía seguir trabajando directamente en ello, yo no creía en ese acuerdo. Dije que sería un completo fracaso que nos llevaría a la guerra civil y que solo les regalaría tiempo a los israelíes”.

Perteneció al Movimiento apostólico de Schönstatt y estuvo a punto de entrar al seminario para poder convertirse en un sacerdote.
Estudió y se tituló de arquitecto y sociólogo en 2006 con la tesis Sustentabilidad y políticas de vivienda social en el Chile de la Concertación en la Universidad de Chile. Es además diplomado en gestión de calidad total en la Universidad Católica del Norte y magíster en Urbanismo y especialista en Vivienda Social, también de la Universidad de Chile en 2012 con la tesis Desarrollo Urbano Sostenible y Políticas Habitacionales en Chile Democrático. Es consultor acreditado del Sistema de Acreditación de Servicios Municipales para la implementación en las municipalidades del Modelo de Gestión de calidad para los Servicios Municipales.

### Vida laboral
Se ha especializado durante los últimos quince años en la gestión comunal. Posee una trayectoria profesional ligada a la gestión local del desarrollo y a los gobiernos locales. Ha sido Jefe de Proyecto de Planes de Desarrollo Comunal y Planes Reguladores Participativos entre los que destacan San Bernardo, Quinta Normal, Valparaíso, Aysén, Pudahuel, Linares, Quellón, Calama, Canela, Til Til y Río Verde, entre otros.
En el ámbito arquitectónico fue jefe de proyecto en varias obras públicas como la Municipalidad de Pichilemu, el Centro Cultural de Estación Central, la Casa de la Cultura de Pedro Aguirre Cerda, el Parque Histórico del Fuerte Purén y la Sede del Sindicato de Supervisores de Chuquicamata.
También ha implementando el Sistema de Gestión de Calidad para los Servicios Municipales en las municipalidades de La Calera, La Serena y Curanilahue.
Ha realizado investigaciones en calidad de vida, género, delincuencia juvenil, empleo y pobreza en ciudades de América Latina y Europa. Ha participado con ponencias en seminarios internacionales de calidad de vida, género, vivienda y contraloría social. Fue profesor de Taller de Arquitectura y Sociología Urbana en la Facultad de Arquitectura y Urbanismo de la Universidad de Chile.
Fue asesor de los sindicatos de Chuquicamata en los temas referentes al proceso de transformación de Chuquicamata en Zona Industrial Exclusiva y a algunos sindicatos del ámbito de las salmoneras de la Región de Puerto Montt en la preparación de sus negociaciones colectivas.
Es socio principal y fue gerente general de la empresa "Planificación, Arquitectura y Gestión de calidad, PAC Consultores Ltda., hasta el 6 de diciembre de 2012, fecha en que asumió mediante elección popular, la alcaldía de Recoleta. Hoy su empresa se encuentra sin movimiento hace ya un par de años.

### Vida personal
En el campo personal, Jadue es practicante de natación en el Estadio Palestino de Las Condes, hincha del Club Palestino y ha dicho que no fuma ni bebe alcohol. Es amigo de Xavier Abu Eid, politólogo que llegó a ser asesor de la Autoridad Palestina en las negociaciones de paz. En junio de 2024, la Gran Logia de Chile suspendió a Jadue de sus derechos masónicos, debido a la gravedad de los hechos que se le imputan y por los cuales se encuentra en prisión preventiva.
El 8 de noviembre de 2024, Jadue contrajo matrimonio con la abogada brasileña Anjuli Tostes, quien es casi veinte años menor que él, en una ceremonia celebrada en el domicilio de Jadue en La Reina.

## Carrera política

### Dirigente estudiantil y otros cargos
Su vida política comienza al interior de organizaciones palestinas ligadas a la Organización para la Liberación de Palestina (OLP), durante la década de 1980.  Fue presidente de la Unión General de Estudiantes Palestinos entre 1987 y 1991 y Coordinador General de La Organización de la Juventud Palestina de América Latina y el Caribe entre 1991 y 1993. Acérrimo defensor de la causa palestina, Formó grupos de bailes típicos y ha viajado a la zona (en la colonia trasciende que recibió entrenamiento militar, aunque nunca se ha confirmado).
Entró a militar al Partido Comunista de Chile (PCCh) en 1993, un día después de la firma de los Acuerdos de Oslo. Fue secretario de la Dirección de Estudiantes Comunistas y candidato a la FECH en el año 1996 y a diputado por el distrito N.º 19 en el 2001 y el distrito Nº10 en 2005. Fue también candidato a alcalde por Recoleta en el año 2004, 2008 y finalmente en el 2012 logró ganar la alcaldía. Hoy es miembro del Comité Central del PCCh.
Desde el año 2003 fue presidente del Centro de Desarrollo Social y Cultural La Chimba, de Recoleta, que mantiene desde el año 2006, preuniversitarios populares, asistencia jurídica y un sistema de operativos profesionales gratuitos para las juntas de vecino de la comuna de Recoleta. El centro La Chimba además desarrolla una constante labor de educación popular para la democracia, el empoderamiento de los dirigentes sociales y la sustentabilidad ambiental.
Fue durante más de 5 años panelista del programa El termómetro de Chilevisión y participa de un programa de análisis político todos los viernes en la Radio Nuevo Mundo junto a César Abu Eid. En televisión es panelista frecuente de análisis de política internacional en las televisoras internacionales: TeleSur, Rusia Today, HispanTV y NTN 24. También es columnista en El Mostrador, Radio Cooperativa, El Quinto Poder y el periódico español Tercera Información.

### Alcalde de Recoleta (2012-2024)

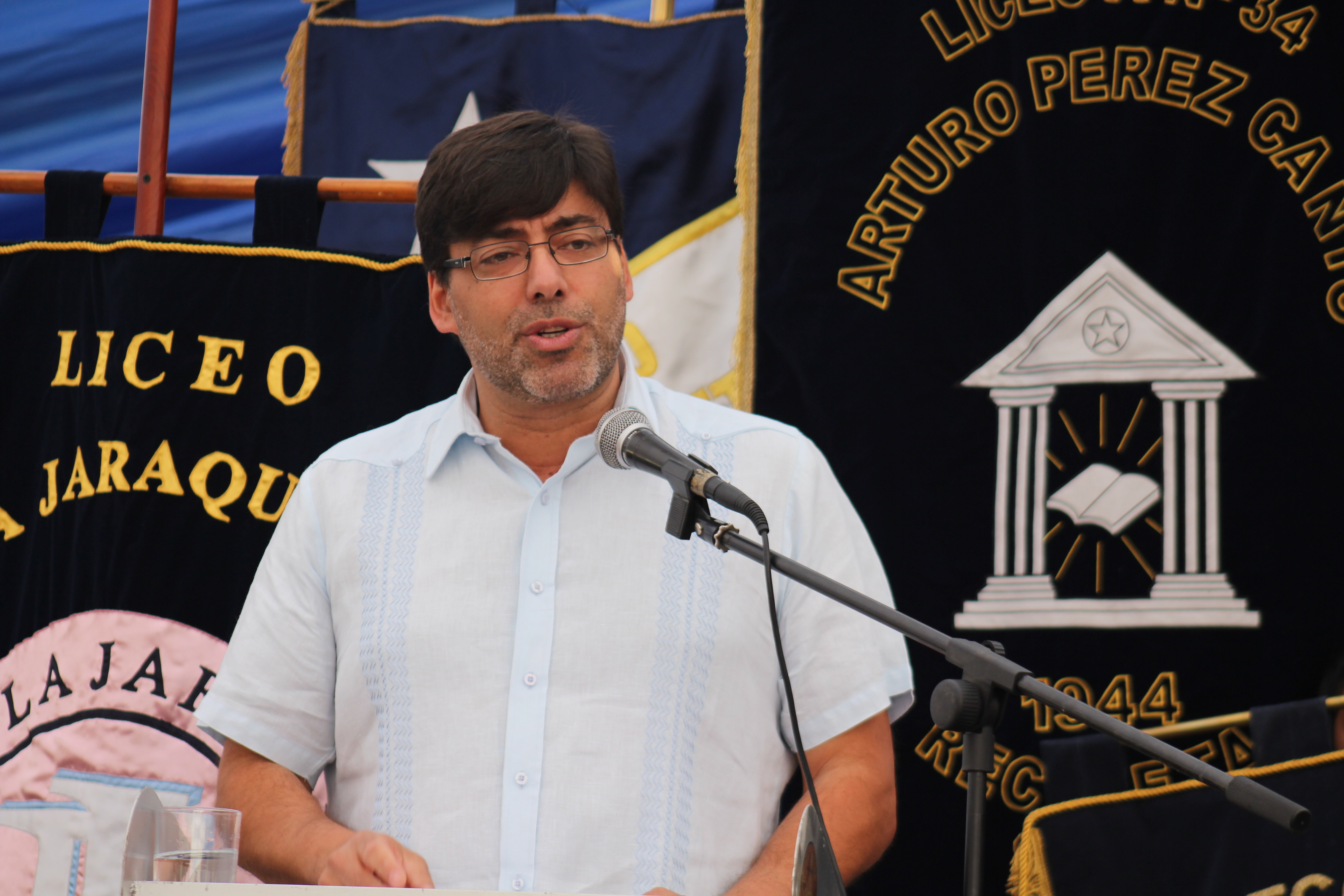
Jadue en 2015.

El 2012 apoyado por el pacto Por un Chile justo, que agrupa a diferentes partidos políticos y organizaciones sociales de Chile, se presentó por tercera vez a las elecciones municipales en Recoleta, logrando la victoria con un 41.68% de los votos. Como candidato a alcalde se comprometió con un "Programa de gobierno local ciudadano y participativo" adhiriéndose a la iniciativa ciudadana de VotaPrograma, programa que hoy se encuentra en desarrollo gracias a la participación de más de 5000 vecinos y vecinas que han participado en el Plan de Desarrollo Comunal PLADECO.
Ha cobrado notoriedad nacional por la implementación de políticas públicas que, desde lo local, han escalado a nivel nacional, entre las que destacan la Farmacia Popular, la Óptica Popular, Escuelas Abiertas, Salud en tu Barrio, Inmobiliaria Popular, la Universidad Abierta de Recoleta, la librería Popular "Recoletras", la "Energía Popular", el dentista popular, entre otras.
En el ámbito de la cultura se ha distinguido por traer a Chile el Festival Internacional de Música, Arte y Danza del Mundo (World Of Music, Arts & Dance, WOMAD), creado por Peter Gabriel, y por la creación de la Escuela Popular de Teatro, entre otras políticas destinadas a masificar la creación cultural y de audiencia cultural en la comuna, mediante los Festivales de Jazz y Teatro en los barrios.
Se presentó a las elecciones municipales de Chile de 2016, para continuar como alcalde de la comuna Recoleta. Fue reelecto con más del 56 % de los votos entre cinco candidatos y logró integrar a cuatro concejales comunistas en el Concejo Municipal de un total de ocho.
Nuevamente se presentó en las elecciones municipales de 2021, buscando su segunda reelección, la cual logró ganando cómodamente con un 64,08% de los votos y logrando ser electa la lista completa de candidatos del Partido Comunista al concejo municipal, siendo un total de 5 de los 8 miembros del concejo.

#### Relación con los sindicatos de funcionarios
En 2018 el alcalde Jadue fue acusado de prácticas antisindicales, después de que 2 dirigentes de la Asociación de Funcionarios del Cementerio General le demandaran en el 2° Juzgado de letras del Trabajo de Santiago por prácticas antisindicales, luego que el alcalde en una reunión tratara a los sindicalistas de "delincuentes, mentirosos y miserables". El municipio aseguró que apelarán al fallo de primera instancia "por tratarse de una sentencia de primera instancia, a la cual se recurrirá de nulidad".
El 26 de enero de 2021 los trabajadores del aseo y ornato de la municipalidad de Recoleta iniciaron una huelga denunciando el no pago del salario hacía más de tres meses, no contar con las medidas básicas para trabajar en el contexto de la pandemia por coronavirus y además presentar herramientas defectuosas o falta de instrumentos.

#### Farmacias populares
El 15 de octubre de 2015 Daniel Jadue inauguró la Farmacia Popular Ricardo Silva Soto, siendo el primer municipio en Chile en replicar la iniciativa de las farmacias populares, que consisten en un sistema de subvención estatal, la cual permite a la municipalidad comprar los medicamentos tanto de laboratorios nacionales como del extranjero, reduciendo el costo de cadena de distribución, y con ello, ofrecer hasta un 70% de descuento en estos medicamentos, su enfoque va especialmente hacia las familias vulnerables. La iniciativa contó con el respaldo del Instituto de Salud Pública. Tras su establecimiento, se reveló hasta un 1000% en la diferencia de precios de medicamentos entre las farmacias populares y cadenas conocidas como Cruz Verde, Salcobrand y Farmacias Ahumada.
Si bien la medida contó con un enorme apoyo popular y por parte del gobierno, varios laboratorios farmacéuticos recibieron sumarios por intentar boicotear el proyecto, mediante la elevación de los precios de los medicamentos que entregaban a las farmacias populares. El boicot fue descubierto por una investigación encabezada por el Instituto de Salud Pública y una denuncia presentada por el propio Jadue, y las sanciones en cuestión hacia esos laboratorios serían superiores a las 1000 UTM ($45 millones de pesos).
A pesar del boicot, el proyecto se convirtió en un éxito a nivel nacional, al punto de que en 2016 ya había 50 comunas que implementaron farmacias populares, y en 2017 se elevó a 135 comunas, de los cuales 86 se enlistaron en la Central Nacional de Abastecimiento (Cenabast), las compras en cuestión de medicamentos se triplicaron, obteniendo ganancias billonarias. Junto con ello, el gobierno retomó la idea de crear un observatorio de fármacos a fin de que los clientes puedan comparar el precio de los medicamentos de la farmacia popular con los de otras cadenas.

### Precandidato a presidente de la República (2021)
En julio de 2020 Jadue anunció su interés de ser candidato a presidente de la República para el periodo 2022-2026. Asimismo, el presidente del Partido Comunista, Guillermo Teillier, anunció el interés del partido por presentar un candidato propio y que posiblemente sería el alcalde Jadue. Finalmente, la colectividad lo proclamó el 24 de abril de 2021. Durante su campaña recibió el apoyo del Partido Igualdad (PI), la Federación Regionalista Verde Social (FRVS), además movimientos como Acción Humanista (AH), Izquierda Cristiana (IC), Izquierda Libertaria (IL) y el Socialismo Allendista, entre otros. Todas estas agrupaciones se unieron bajo el bloque Chile Digno.
El PC inscribió a Jadue en las primarias presidenciales de Apruebo Dignidad, enfrentando diputado Gabriel Boric, representante del Frente Amplio (FA). El 22 de junio tuvieron un primer debate donde trataron diversos temas con varias similitudes, mientras que el 11 de julio participaron de un foro organizado por la Asociación Nacional de Televisión (Anatel), donde mostraron sus diferencias especialmente por el respaldo comunista al gobierno de Cuba. Aquello provocó una tensión en el pacto, que creció cuando Jadue responsabilizó a Boric y al FA de los «presos políticos» del estallido social por la aprobación de la Ley Antibarricadas.
Finalmente el alcalde perdió la primaria tras obtener el 39% de las preferencias con casi 700 mil votos. Tras admitir la derrota entregó su respaldo total a la candidatura de Boric. Al día siguiente regresaría a sus labores como alcalde.

## Investigaciones por corrupción

### Antecedentes
En 2018 la municipalidad de Pichilemu interpuso una demanda por 206 millones de pesos a Daniel Jadue por un proyecto de reconstrucción y ampliación del edificio consistorial que se adjudicó a la empresa PAC Consultores, de la cual Jadue es dueño, debido a que esta incumplió el contrato al no realizar la obra argumentando que la licitación estaba incompleta y que no era responsabilidad de la empresa. En una primera instancia la empresa de Jadue ganó la demanda, argumentando que su empresa había subcontratado el estudio, por lo que no tenía responsabilidad en éste, lo que fue avalado por los cuestionados ministros de la Corte de Apelaciones de Rancagua, Emilio Elgueta y Marcelo Vásquez. 
No obstante ello, luego la Corte Suprema resolvió que los jueces estaban obligados a circunscribirse al contrato, que las bases de la licitación dejaban claro que el adjudicatario era responsable de todo el proceso del proyecto, aunque subcontratara servicios, y que PAC Consultores no cumplió el contrato, perjudicando a la Municipalidad de Pichilemu, la que debió hacerse cargo del Estudio de Mecánica de Suelo. La empresa de Daniel Jadue fue condenada a pagar una millonaria indemnización al municipio.
Jadue también cuenta con una causa que existe contra Inversiones Rosachi y su representante César Salazar Salamanca por la falsificación de documentos para ganar la licitación por las obras de conservación del Liceo Valentín Letelier de Santiago, en la cual intervino el Consejo de Defensa del Estado ampliando la denuncia contra funcionarios de alto rango de la comuna y solicitando excluir al municipio como querellante.
El 5 de marzo de 2021, el dueño de Best Quality Products SpA presentó una querella por estafa en contra del presidente de la Asociación Chilena de Farmacias Populares (Achifarp), cuyo directorio es presidido por el alcalde de Recoleta, Daniel Jadue Jadue por una deuda de 961.667.273 pesos que lo mantiene al borde de la quiebra, tras venderle en junio de 2020 a la asociación cajas de mascarillas N95, guantes y termómetros sin recibir los pagos correspondientes hasta la fecha. El 3 de junio de 2024 Jadue fue puesto en prisión preventiva mientras dure la investigación de las denuncias.

### Caso Luminarias
En 2020, la alcaldesa de Providencia, Evelyn Matthei (UDI), destapó un caso de corrupción en donde la empresa Itelecom —que se dedica al alumbrado público— pagó sobornos a diversas autoridades del país para obtener licitaciones gigantescas, situación que involucra a varias comunas de la Región Metropolitana de Santiago siendo la comuna de Recoleta bajo la administración de Daniel Jadue la segunda que más habría pagado, por lo cual el alcalde está siendo investigado por corrupción por una suma de más de 10 mil millones de pesos. Esta irregularidad en Recoleta ya había sido denunciada por los concejales opositores Mauricio Smok (UDI) y Alejandra Muñoz (UDI), quienes aseguraron que no se habían respetado las bases administrativas y técnicas de la licitación, denuncia que fue desestimada por la Contraloría General de la República y desmentida por el propio alcalde.
El jueves 7 de enero de 2021, la Policía de Investigaciones de Chile (PDI) allanó la municipalidad de Recoleta para recabar antecedentes sobre el caso, situación en la que Jadue declaró sentirse "tranquilo" y "haber colaborado para esclarecer los hechos", asegurando que "no encontrarán nada". Dos días después, el diario La Tercera dio a conocer una llamada telefónica efectuada el 22 de septiembre de 2019 que fue grabada por la PDI entre el gerente general de Itelecom, León Marcelo Lefort Hernández, y el abogado Ramón Sepúlveda Castillo (asesor jurídico de Jadue), llamada hacia el abogado donde se habla de ciertos dineros (con posible conocimiento y autorización del alcalde) para presuntamente financiar campañas políticas; la fiscalía tiene como imputados a Daniel Jadue y a Ramón Sepúlveda, ordenando alzar el secreto bancario de las cuentas de ambos.
En una fiscalización realizada por Contraloría se evidenció que la Corporación Cultural de Recoleta recibió 50 millones de pesos por parte de la firma con la que el municipio de Recoleta había sellado una millonaria licitación por más de 10 mil millones por el cambio y mantención de luminarias led en la comuna. 
El pago, según Contraloría, fue a parar a la productora Artemedios Group SpA del festival WOMAD de 2020 y se emitió una factura por igual monto. Lo que no se sabía hasta el último informe de auditoría de Contraloría, emitido en 14 de octubre de 2021, es que dicho monto luego fue reembolsado por la administración de Jadue a la propia firma. Al respecto, y considerando que la corporación no acreditó el origen de los recursos que habría restituido a la sociedad donante con cargo a su presupuesto, cuya donación ya había utilizado para el pago a Artemedios Group SpA, ello ocasiona un desembolso injustificado y un detrimento al patrimonio de esa corporación cultural. A lo anterior, cabe agregar que, de los antecedentes tenidos a la vista, se constató que 30 millones de pesos fueron devueltos a la citada empresa y respecto de los restantes 20 millones de pesos, no se visualiza en las cartolas bancarias de la corporación cultural ni en sus registros contables que el destinatario de tales montos corresponda a ese holding.

## Historial electoral

### Elecciones parlamentarias de 2001
- Elecciones parlamentarias de 2001, candidato a diputado por el distrito 19 (Independencia y Recoleta)[78]

| Candidato                | Pacto                          | Partido | Votos  | %     | Resultado |
| ------------------------ | ------------------------------ | ------- | ------ | ----- | --------- |
| Patricio Hales Dib       | Concertación por la Democracia | PPD     | 44 193 | 41,15 | Diputado  |
| Cristián Leay Morán      | Alianza por Chile              | UDI     | 36 994 | 34,44 | Diputado  |
| Mario Hamuy Berr         | Concertación por la Democracia | PDC     | 9505   | 8,85  |           |
| René Manzur Majluf       | Alianza por Chile              | ILC     | 7298   | 6,79  |           |
| Daniel Jadue Jadue       | Partido Comunista              | PCCh    | 6067   | 5,65  |           |
| Michael Araos Serey      | Partido Humanista              | PH      | 1342   | 1,25  |           |
| Celso Calfullán Campos   | Partido Comunista              | PCCh    | 1233   | 1,15  |           |
| Fernando Sepúlveda Rosas | Partido Humanista              | PH      | 774    | 0,72  |           |

### Elecciones municipales de 2004
- Elecciones municipales de 2004 para la alcaldía de Recoleta[79]

| Candidato                 | Pacto                    | Partido | Votos  | %     | Resultado |
| ------------------------- | ------------------------ | ------- | ------ | ----- | --------- |
| Gonzalo Cornejo Chávez    | Alianza por Chile        | UDI     | 38 316 | 53.61 | Alcalde   |
| Ernesto Moreno Beauchemin | Concertación Democrática | PDC     | 25 542 | 35,74 |           |
| Daniel Jadue Jadue        | Juntos Podemos Más       | PCCh    | 7614   | 10,65 |           |

### Elecciones parlamentarias de 2005
- Elecciones parlamentarias de 2005 para diputado por el Distrito N°10[80]

| Candidato                      | Pacto                    | Partido | Votos  | %     | Resultado |
| ------------------------------ | ------------------------ | ------- | ------ | ----- | --------- |
| Marco Enríquez-Ominami Gumucio | Concertación Democrática | PS      | 46 590 | 34,34 | Diputado  |
| Alfonso Vargas Lyng            | Alianza por Chile        | RN      | 34 209 | 25,22 | Diputado  |
| María Eugenia Mella Gajardo    | Concertación Democrática | PDC     | 28 949 | 21,34 |           |
| Alfonso Ríos Larraín           | Alianza por Chile        | UDI     | 15 157 | 11,17 |           |
| Daniel Jadue Jadue             | Juntos Podemos Más       | PCCh    | 8316   | 6,13  |           |
| Jaime Romero Pérez             | Juntos Podemos Más       | PH      | 2447   | 1,80  |           |

### Elecciones municipales de 2008
- Elecciones municipales de 2008 para la alcaldía de Recoleta[81]

| Candidato                  | Pacto                    | Partido | Votos  | %     | Resultado |
| -------------------------- | ------------------------ | ------- | ------ | ----- | --------- |
| Sol Letelier González      | Alianza por Chile        | UDI     | 29 688 | 46,21 | Alcaldesa |
| Francisca Zaldívar Hurtado | Concertación Democrática | PDC     | 23 970 | 37,31 |           |
| Daniel Jadue Jadue         | Juntos Podemos Más       | PCCh    | 10 587 | 16,48 |           |

### Elecciones municipales de 2012
- Elecciones municipales de 2012 para la alcaldía de Recoleta[82]

| Candidato              | Pacto                        | Partido | Votos  | %     | Resultado |
| ---------------------- | ---------------------------- | ------- | ------ | ----- | --------- |
| Daniel Jadue Jadue     | Por un Chile Justo           | PCCh    | 20 311 | 41,68 | Alcalde   |
| Gonzalo Cornejo Chávez | Independiente fuera de pacto | IND     | 18 028 | 37,00 |           |
| Sol Letelier González  | Coalición                    | UDI     | 9274   | 19,03 |           |
| Celso Calfullán Campos | Igualdad para Chile          | PI      | 1110   | 2,27  |           |

### Elecciones municipales de 2016
- Elecciones municipales de 2016 para la alcaldía de Recoleta[83]

| Candidato                      | Pacto                        | Partido | Votos  | %     | Resultado |
| ------------------------------ | ---------------------------- | ------- | ------ | ----- | --------- |
| Daniel Jadue Jadue             | Nueva Mayoría                | PCCh    | 22 258 | 56,16 | Alcalde   |
| Marcelo Teuber Carrillo        | Chile Vamos                  | UDI     | 15 165 | 38,26 |           |
| Pablo Garrido Mardones         | Poder Ecologista y Ciudadano | PEV     | 1299   | 3,28  |           |
| Juan Francisco Valdés Valencia | Yo Marco por el Cambio       | PRO     | 457    | 1,15  |           |
| Roberto Cofre Pinto            | Pueblo Unido                 | PI      | 456    | 1,15  |           |

### Elecciones municipales de 2021
- Elecciones municipales de 2021 para la alcaldía de Recoleta

| Candidato               | Pacto                         | Partido | Votos  | %      | Resultado |
| ----------------------- | ----------------------------- | ------- | ------ | ------ | --------- |
| Daniel Jadue Jadue      | Chile Digno, Verde y Soberano | PCCh    | 35 237 | 64,08% | Alcalde   |
| Mauricio Smok Allemandi | Chile Vamos                   | UDI     | 13 118 | 23,86% |           |
| José Meza Pereira       | Republicanos                  | PRCh    | 6631   | 12,06% |           |

### Primarias presidenciales de Apruebo Dignidad de 2021
- Elecciones primarias presidenciales de 2021,[84] candidato de Apruebo Dignidad a la presidencia de la República

| Candidato               | Partido                 | Apoyo político          | Votos     | %       | Resultado              |
| ----------------------- | ----------------------- | ----------------------- | --------- | ------- | ---------------------- |
| Gabriel Boric Font      | CS                      | Frente Amplio           | 1 058 027 | 60,43 % | Candidato presidencial |
| Daniel Jadue Jadue      | PCCh                    | Chile Digno             | 692 862   | 39,57 % |                        |
| Participación electoral | Participación electoral | Participación electoral | 1 750 889 | 100%    |                        |